# Bucellarius

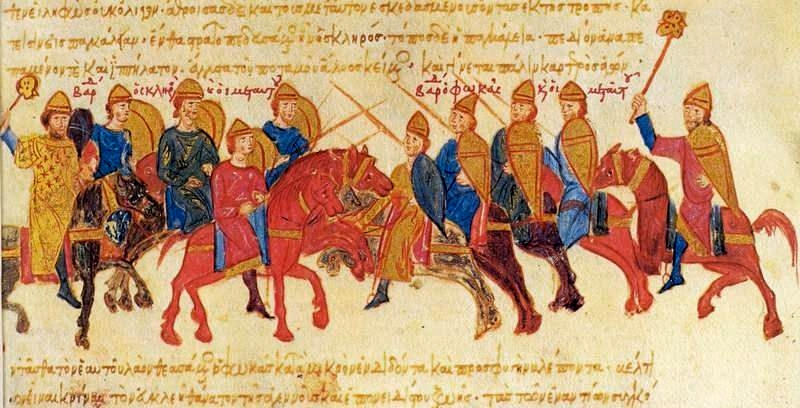
Des bucellaires s'affrontent lors d'une révolte byzantine au Xe siècle.

Bucellarius (au pluriel en latin Bucellarii, littéralement « mangeurs de biscuit », en grec : Βουκελλάριοι) est un terme qui désigne des unités de soldats de la fin de l'Empire romain et de l'Empire romain d'Orient, qui ne sont pas nourris, payés et armés par l'État, mais par un particulier aisé (un général ou gouverneur) ; en cela, ils faisaient partie de « sa maison ».

## Description
Les Bucellarii forment des troupes de cavalerie d'élite, souvent engagées par des privés ; au début du VIIe siècle, ils constituent une division d'élite des forces terrestres de l'Opsikion placée sous l'autorité d'un domestikos,.
Leur nom vient du pain sec ou biscuit donné en ration à ces hardis guerriers.
Bien que souvent d'origine pauvre (paysan sans terre ou guerrier hors clan), ils étaient cependant de statut élevé. Ils portaient comme signe distinctif une sorte de torque autour de leur cou, symbolisant leur statut et la relation étroite les liant à leur maître.
Souvent d'origine germanique, ils portaient les cheveux longs et étaient armés d'un large bouclier ovale et d'un long javelot. Au début, les Bucellarii étaient souvent d'origine gothique ou alane, mais pouvaient aussi être Grecs, Berbères ou Romains.
Leurs unités étaient généralement assez petites, mais pouvaient, pendant les nombreuses guerres, grossir jusqu'à atteindre plusieurs milliers d'hommes. En effet, les bucellarii étaient des armées privées équipées et payées par de riches personnes influentes. Comme tels, ils étaient assez souvent mieux formés et équipés, pour ne pas dire motivés, que les soldats réguliers de l'époque. Ainsi, au VIe siècle, Bélisaire, pendant ses guerres au nom de Justinien, a employé jusqu'à 7 000 bucellarii. 
À cette époque, les bucellarii étaient si bien intégrés dans les principales armées romaines que le terme en est venu à être appliqué sans discernement à des troupes de cavalerie d'élite. Ainsi, au VIIe siècle, lorsque les zones de recrutement militaire ont constitué la base pour le système de thème, l'un des premiers themata a été celle de Boukellariōn, regroupant la Paphlagonie, la Galatie et une partie de la Phrygie, en Anatolie, avec sa capitale à Ancyre.
Cette vision traditionnelle des bucellarii a été contestée par Jean Gascou. À son avis, les bucellarii n'étaient pas des soldats privés, mais des troupes d'appelés effectuant un service militaire et organisées en une sorte de corporation officiellement reconnue, dont la subsistance a été fournie par les « domaines » (oikoi) des grands propriétaires dans le cadre d'une obligation publique (munus). Dans un certain nombre de cas, les bucellarii ont été intégrés dans les troupes impériales et combattu parmi les unités régulières.